# Habropoda turneri
Habropoda turneri är en biart som beskrevs av Cockerell 1909. Habropoda turneri ingår i släktet Habropoda och familjen långtungebin. Inga underarter finns listade i Catalogue of Life.